# Sulistrowice (Basse-Silésie)
Pour les articles homonymes, voir Sulistrowice.
Sulistrowice (Gross Silsterwitz en allemand) est un village situé dans le district administratif de Sobótka dans le powiat de Wrocław de la voïvodie de Basse-Silésie dans le Sud-Ouest de la Pologne. Avant 1945, il était situé en Allemagne. Il se situe à environ 6 km au sud de Sobótka et 37 km au sud-ouest de la capitale régionale Wrocław.

## Annexe